# Olijfgroene bosklauwier
De olijfgroene bosklauwier (Chlorophoneus olivaceus; synoniem: Telophorus olivaceus) is een zangvogel uit de familie Malaconotidae (bosklauwieren).

## Verspreiding en leefgebied
Deze soort komt voor in zuidoostelijk Afrika en telt vijf ondersoorten:
- C. o. makawa: centraal Malawi, oostelijk Zimbabwe en noordelijk Zuid-Afrika.
- C. o. bertrandi: zuidoostelijk Malawi.
- C. o. vitorum: zuidoostelijk Mozambique.
- C. o. interfluvius: westelijk Mozambique.
- C. o. olivaceus: oostelijk en zuidelijk Zuid-Afrika, Swaziland en zuidelijk Mozambique.

## Status
De grootte van de populatie is niet gekwantificeerd maar de soort wordt omschreven als schaars tot plaatselijk algemeen. Op de Rode lijst van de IUCN heeft deze soort de status niet bedreigd.